# Aéroport de Nyol-Rebon
L'aéroport de Nyol-Rebon (code OACI : LFYL) est un aéroport fictif utilisé par la DGAC à titre illustratif dans ses publications aéronautiques, en particulier en tant qu'exemple de carte VAC (Visual Approach Chart) d'atterrissage à vue.

## Inspiration
L'aéroport est largement inspiré de celui de Lyon-Bron :
- Nyol-Rebon est une quasi-anagramme de Lyon-Bron (seul un « e » a été ajouté).
- La carte[1] de l'environnement de l'aéroport est en réalité une symétrie axiale selon un axe nord-sud de celle de Lyon-Bron.

L'aéroport de Deaubord-Rimégnac, fictif lui aussi, est utilisé dans le même contexte.